# Opočenská beseda
Kruh přátel hudby Opočenská beseda byl zaregistrován ministerstvem vnitra v roce 1992 a navázal na přerušené tradice Občanské besedy, která vznikla roku 1863. Předsedou Opočenské besedy je Ivo Kašpar, který každý rok pořádá řadu koncertů klasické hudby v prostorách opočenského zámku, Mariánského kostelíku a Kodymova kulturního domu. Od roku 2006, kdy byly v Mariánském kostelíku postaveny nové koncertní varhany, pořádá vždy v srpnu i festival Mladé varhany. Mladé varhany 2008 jsou zaměřeny na uvádění díla hudebního skladatele Luboše Sluky, který se v Opočně narodil.

## Účinkující
Od roku 1992 se díky Opočenské besedě konaly v Opočně koncerty řady významných českých sólistů a souborů: 
Ivo Kahánek, Kristina Stepasjuková, Jaroslava Pěchočová, Lukáš Klánský - klavír, Kateřina Englichová - harfa, Václav Rabas, Pavel Svoboda a Petr Čech - varhany, Václav Hudeček, Petr Zdvihal a Ivan Štraus - housle, Josef Krečmer, Tomáš Jamník, Jan Škrdlík - violoncello, Škampovo kvarteto, Heroldovo kvarteto, Barocco sempre giovane, Collegium marianum, Komorní filharmonie Pardubice a další. Pravidelně se zde konají i autorské večery hudebního skladatele Luboše Sluky.